# 2003年香港區議會選舉
2003年香港區議會選舉是香港特別行政區成立後第2屆區議會選舉，於2003年11月23日舉行。投票人數達108萬人，投票率44.4%。是次選舉是「2003年香港七一遊行」後第一個大型選舉。

## 区议会简介
香港特别行政区第1屆區議會任期由2000年1月1日至2003年12月31日，任期四年；第2屆區議會的議員由2004年1月1日至2007年12月31日，任期四年。

## 政治背景
2003年，是香港沉痛與激情的一年，上半年SARS侵襲香港，以致數百人病逝。未幾，財政司司長梁錦松的偷步買車風波揮之不去，在有人刻意洩密之下，民主派對梁窮追猛打。年中，董建華政府打算在7月9日，在執政大聯盟的支持下強行通過第23條立法，加上董建華在立法會大罵民主派議員，保安局局長葉劉淑儀態度橫蠻，激起50萬以上市民於7月1日穿黑色衣物上街抗議。
董建華對第23條國安法作出三項修訂，然後企圖強行於7月9日立法，結果，7月7日， 自由黨主席田北俊辭去行政會議成員職位，自由黨暫時脫離執政大聯盟，董建華被迫撤回立法，民主派勝利。
年底，是區議會選舉，由於市政局被廢，區議會變成政黨與人民接觸的第一線，成為眾多政治人物爭相爭奪的選舉。
對親政府政黨民建聯來說，是一場艱苦的戰役，對於7月1日50萬人上街，民建聯是站在他們的對立面上。民建聯的立法會議員、觀塘支部主席陳鑑林在7月1日，眾多抗議人士前往會場的地鐵站接受訪問時說“他們是被人誤導的”引來大量民眾的喝倒采。而遊行會場維多利亞公園，民建聯與工聯會合辦的慶回歸嘉年華與七一遊行分庭抗禮。但七一遊行人多爆滿，而慶回歸嘉年華則人數極少，有人在高空拍下這一幕，形成強烈對比。更被人責罵的一點是，由於遊行人多，需要借用嘉年華的場地，但被嘉年華的員工所拒絕。
民建聯在第23條（國安條例）立法上與政府護航，民建聯立法會議員（區議會界別）葉國謙是該法案委員會的主席，港進聯主席劉漢銓為副主席。在民主派組成反第23條聯盟的時候，民建聯、工聯會等組成支持國安條例立法大聯盟，結果，在七一民意洗禮下，民建聯等宣告失敗。但是，民建聯強調在區議會選舉做的是地區工作，不涉及政治立場。
相反，以爭取民主為首要議題的民主黨，得七一遊行之助走出自2000年立法會選舉的低潮，加上民協、前線等其他民主派政團，亦希望透過是次選舉中佔一席位。

## 區議會組成方式
- 區議會數目：18個
- 區議員數目：529名

成份如下：
- 400名民選議員
- 27名當然議員（新界各鄉事委員會主席）
- 102名政府委任議員

| 地區     | 民選議員數目 | 委任議員數目 | 當然議員數目 | 總數 |
| -------- | ------------ | ------------ | ------------ | ---- |
| 中西區   | 15           | 4            | ─            | 19   |
| 灣仔區   | 11           | 3            | ─            | 14   |
| 東區     | 37           | 9            | ─            | 46   |
| 南區     | 17           | 4            | ─            | 21   |
| 油尖旺區 | 16           | 4            | ─            | 20   |
| 深水埗區 | 21           | 5            | ─            | 26   |
| 九龍城區 | 22           | 5            | ─            | 27   |
| 黃大仙區 | 25           | 6            | ─            | 31   |
| 觀塘區   | 34           | 8            | ─            | 42   |
| 荃灣區   | 17           | 5            | 2            | 24   |
| 屯門區   | 29           | 7            | 1            | 37   |
| 元朗區   | 29           | 7            | 6            | 42   |
| 北區     | 16           | 5            | 4            | 25   |
| 大埔區   | 19           | 5            | 2            | 26   |
| 西貢區   | 20           | 5            | 2            | 27   |
| 沙田區   | 36           | 9            | 1            | 46   |
| 葵青區   | 28           | 7            | 1            | 36   |
| 離島區   | 8            | 4            | 8            | 20   |
| 總數     | 400          | 102          | 27           | 529  |

## 個別選區情況

### 中西區
觀龍選區
1999年區議會選舉，時任民建聯副主席的葉國謙以1552票打敗了得1141票的民主黨。葉國謙更以區議會界別進軍立法會。
在这一次的區議會選舉的提名中，民主派幾乎找不到人與葉國謙對壘，後來決定由前線的何秀蘭出戰。何秀蘭原本在1998年與劉慧卿合作參選新界東選區，結果二人雙雙進入立法會。2000年，何秀蘭轉戰香港島取代民權黨的陸恭蕙。
何秀蘭上場，在多場論壇聲明，區議會與政治是不能分開的，而且打正七一旗號參選。與葉國謙所主張為觀龍選區作建設，出任區議員12年，盡心盡力不同。而且民主派的矛頭直指葉國謙出任國安條例委員會主席的時候為政府護航。
民主派精英盡出，齊心一致為何秀蘭助選。而支持民建聯的一些人也不甘示弱，把何氏以前在「性工作者研討會」的一席話，強行抹黑為“賣淫與婚姻在性關係上只是「零售」與「批發」之別，力主「嫖娼無罪，賣淫有理」。”
在選舉當日，雙方勢均力敵，葉國謙陷於苦戰之中。由於二人是立法會議員，所代表的圖騰也為兩方極端，引來全港矚目。
選舉結果，何得1,869票，葉國謙得1,805票，葉國謙以64票之差敗在何秀蘭手上，意味着他不能再循「區議會功能界別」參選下屆立法會選舉。葉國謙自言，落敗有些意外，七一對選情有影響，強調自己仍會繼續地區工作。

### 東區
錦屏選區
這區是福建社團的聚居地，當區的區議員是民建聯的蔡素玉。
蔡素玉原為港進聯成員，在2000年立法會選舉中加入民建聯與程介南參選，程第一，她第二。由於程介南陷入“以權謀私”的風波，做成選情逆轉，使她差一點落選。
此次選舉，除了獨立候選人黃成光以外，還有俗稱「長毛」的梁國雄，打正七一旗號空降參選。長毛是社會運動家，曾多次公民抗命，甚至入獄。長毛打選戰完全是消滅保皇黨，結果使蔡素玉選情告急。投票當日，長毛第一個動作就是去向董建華抗議，後來強烈問候來為蔡助選的民建聯主席曾鈺成。當晚，福建社團亦急於強烈動員。長毛說贏是錦上添花，輸也是盡了自己能力，問心無愧。
選舉結果長毛得1,149票、黃成光得636票、蔡素玉得1,433票。蔡只以284票之差險勝。但如果把長毛與黃成光的票加起來，蔡素玉就輸了。蔡素玉說，會好好檢討自己的地區工作。長毛說民建聯在北角苦心經營，利用省籍差異築成的保皇保壘，在今天宣佈第一次崩潰。黃成光說，加上長毛的票，等同民主派擊敗蔡素玉。

### 油尖旺
尖沙咀北選區
這選區是泛民少數協調失敗的地區，由民主黨的廖能富，民協的李偉豪及被逼退出民主黨的龍緯汶；迎戰葉國忠的接班人，由民協轉投民建聯的陳少棠。最後陳少棠勝出。
富榮選區
這選區，是民主黨的立法會議員與民建聯的候選人對壘之地。1999年區議會選舉，民主黨立法會議員涂謹申以1670票打敗了民建聯新星鍾港武的934票。鍾港武曾經與曾鈺成是參選立法會的名單第二名。是民建聯的高級助理地區統籌主任。
这次，二人再次對壘，鍾港武無論知名度、地區公職等均不及對手，似乎勝算較低。但其近年加大對地區的服務力度，落區時間遠較對手多，建立起更穩固的居民關係。因此與涂謹申之爭，只能用勢均力敵來形容。
結果涂謹申以2,565票打敗鍾港武的1,961票。

### 深水埗區
美孚選區
1999年區議會選舉，民建聯的曾有發以1,048票，擊敗1,017票的民主黨王德全。後來由於曾有發連續四次缺席區議會會議而被取消議員資格，於2003年4月進行補選。
補選於2003年4月6日進行。當時民建聯的立法會議員楊耀忠臨危受命，與民主黨王德全及民協佘國雄對撼，當時楊得840票，王取得849票，佘取得244票。楊以9票之差敗予王德全。
楊耀忠，民建聯黨員、中學校長、臨時立法會議員、港區全國人大代表。後來兩次均從400人、800人的選舉委員會界別出選立法會議員。此次區議會選舉，再次出征與王德全對壘。有傳他此次如能當選，會接曾鈺成的棒，2004年立法會選舉曾氏到香港島出戰取代程介南的位置，而他則代替曾氏成為民建聯在九龍西出戰立法會的第一位。這與九龍東陳鑑林的情況差不多，陳鑑林原為選舉委員會界別議員，在1999年區議會選舉在觀塘區議會當選議員，然後夥同陳婉嫻出戰九龍東選區，雙雙獲得議席。
事隔半年，楊耀忠與王德全再決高下，民協這次不派人參選，讓楊、王兩人來個真正較量，而民協手握的200多票亦將左右大局。
地區人士稱，一般人以為民協與民主黨同被稱「民主派」，民協不選，選票自然會流向民主黨。不過，在美孚區，這種理論卻用不著。他分析，美孚屬中產區，是深水埗內的「異數」，居民教育程度較高，能自行管理社區，故一向「不鼓勵」政黨政治入侵區內事務，政黨效應在該區相對較小。在區民眼中，民協的形象是地區工作型，與民建聯的實幹作風接近，故選民會存在重疊的問題。四月補選，民建聯在曾有發「失蹤」的不利謠言滿天飛的逆境下，便給佘國雄拆去不少票。　
選舉當日，二人全力拉票，民主派與民建聯的明星分別為二人助選。
結果楊耀忠得1,324票、王德全得1,936票，雙方票數有所增長，但王德全卻把差距拉大，從9票拉大至612票。楊耀忠說，在大氣候不利的情況下，但票數有所成長，與七一有沒有關係，他會慢慢總結。王德全說，贏600票當然高興，為美孚居民宣示爭取民主。

### 觀塘區
坪石選區
1999年區議會選舉，原任民主黨區議員林森成被民建聯陳鑑林挑戰。陳鑑林得2,128票，林森成得2,080票，陳以48票之差獲勝。
陳鑑林於1994年參選觀塘區議會中牛頭角區議員自動當選。1995年參選市政局觀塘西選區落選，9月參選立法局的選舉委員會界別當選立法局議員。1996年12月當選臨時立法會議員，1998年參選第一屆立法會選舉委員會界別當選。2000年與陳婉嫻搭配參選九龍東選區當選立法會議員。他更是民建聯觀塘支部主席。
林森成自落選以後，繼續籍民主黨司徒華立法會議員助理的身份替坪石村居民服務更轉會加入前綫，並於此次選舉之中捲土重來。
陳鑑林認為四年來努力的工作可以為他贏取更多的支持，差距不應只在數十票。
結果，陳得2,284票，林得2,259票，差距縮小為25票，為此，林森成多次要求重新點票。後來林森成轉為質疑選舉主任處理問題選票手法不公，並指摘陳鑑林曾應邀倒票，懷疑影響結果，聲言會向法庭申請選舉覆核。期間林森成的助選人員更一度在票站起哄，情況頗混亂。
林森成助選經理事後解釋，在未計算問題選票時，林森成得2,222票，較對手高21張，惟計算問題選票後，扭轉結果。林最後得票2,259票，陳鑑林則有2,284票，故他們認為票站主任有偏幫之嫌。
陳鑑林被媒體拍到在開票的時候用手“觸摸選票”。陳鑑林承認曾協助票站主任開啟票箱，但他表示：「開箱時候，雙方助選團、傳媒幾十對眼望住，有乜可能會做到手腳！」他認為票站主任無偏幫任何人，處理問題選票的原則一致。
藍田選區
1999年民建聯陳鑑林的左右手陳德明對民主黨鄧志明，結果陳德明以1,580票對977票獲勝。
觀塘區議會的藍田、廣德、德田、平田、康栢等幾個選區，統稱為藍田區。藍田原本只有三選區：藍田、藍田北及藍田南。而廣德、德田、平田、柏雅、景田、麗港城等是九十年代漸漸開發的屋村、居屋及私人屋苑，選區範圍愈分愈小。此次選舉中，數個民主派（含民主黨）候選人連成一線，組成聯盟參選。
在這次選舉中，民建聯由陳德明領軍帶領數個民建聯候選人參選，他自己則在藍田選區尋求連任，對上空降的註冊社工余秀珍。結果，在七一效應之下，陳德明得1,519票對1,722票，陳德明連任失敗。同時，民建聯在這數個選區的候選人幾乎全軍覆沒，只有廣德選區的柯創盛當選。柯創盛以3,393票打敗了民主派支持的高錦豐的900票。
陳德明對結果表示意外，他承認因七一產生的「政治飛」成決定因素，而重劃選區令選民起變化，以致民建聯未有足夠時間以地區工作抵銷政治效應，也是民建聯失利的主因。

### 北區
彩園選區
1994年香港區議會選舉中，當時是民主黨新秀的黃成智出戰彩園選區尋求連任，結果由民建聯蘇西智所得。1999年區議會選舉，黃成智改戰天平東選區，民主黨改派黃成智的妻子黃靜嫺出選彩園選區，挑戰現任區議員蘇西智。結果以1,471票對1,580票落敗。
黃成智原為北區天平東區議員，2000年獲選為新界東立法會議員。憑著在北區服務多年所建立的名氣，加上七一效應，黃成智返回彩園選區，再一次挑戰蘇西智的連任席位，而天平東選區則由助理余智成角逐。
出選雙方對此戰均不敢怠慢，9月前已開始宣傳。但最後黃成智挑戰失敗，以100票（1,886票對1,986票）之差落敗。

### 葵青區
長安選區
1999年，當區區議員趙華勝當選。後來，趙華勝被廉政公署指控造假帳而入獄。跟隨趙氏多年的民主黨黨員劉碧堅參選，對上“空降”的民建聯明星黃錦輝。
1997年被政府委任成為議員的黃錦輝，於1999年參選下大窩口選區議席，聯同當地地區人士、工聯會成員何良聯合競選大窩口選區。黃錦輝與上大窩口選區區議員、民主黨黨員黃炳權對壘，結果以1,662票對1,917票，以不足300票之差敗在黃炳權手上。
黃錦輝落敗之後，並沒有在下大窩口選區繼續“服務市民”。他於是次選舉中轉戰位於青衣的長安選區參選。有人認為，他可能看中了劉碧堅與趙華勝的恩怨情仇，企圖籍參選而坐收漁人之利。
在選前一周，在獄服刑的趙華勝向長安居民發信，他在信中說，「奸人堅」跟隨他多年，在協助他處理區議會事務時，把一些偽造單據給他簽署，然後向區議會申領撥款。趙華勝說，「奸人堅」向廉政公署舉報和在法庭上指證他造假帳，導致他入獄，而「奸人堅」目前正在長安選區參選。趙華勝呼籲選民投票支持劉碧堅的對手黃錦輝。
劉碧堅向選民派發單張，指法庭是在毫無疑點下判趙華勝有罪，趙對他的指控是無中生有。
而黃錦輝亦向選舉事務處申報，並沒有授權趙華勝在信中為他間接拉票。黃錦輝表示，在1997年獲委任為葵青區議員，與當時仍然是區議員的趙華勝有接觸，趙呼籲選民投票給他，可能是認同民建聯真誠實幹的競選口號。
結果黃錦輝在長安選區的得票比他在下大窩口選區的得票更少，得1,642票。而劉碧堅則以1,942票獲勝。

### 離島區
東涌新市鎮選區
東涌新市鎮，是因大嶼山新機場而開發的新區域，民建聯的周轉香於1994年當選大嶼山選區區議員。1999年參選東涌新市鎮的議席。以1,331票擊敗民主黨的謝偉明當選。
2003年，她的連任之途遇上了獨立民主派人士安劍英。安劍英別號東涌老記。加上由立法會議員陳偉業支持的獨立民主派黃漢中。
結果周轉香以1,667票打敗安劍英的1,358票及黃漢中903票。
逸東選區
逸東邨是東涌第二個公共屋邨，邨內有一定南亞裔、新移民等。邨內居民申領綜援的比例較高。
該區由民建聯的老廣成與民主黨的郭平對決，老廣成自逸東邨落成以來，一直為邨內居民服務，而郭平則在2003年年中開始在邨工作。
最後老廣成以1,959票打敗郭平的1,337票。

### 荃灣區
石圍角選區
自由黨的大律師楊福廣，自1985年當選區議員以來，一直在石圍角選區執政。更多次代表自由黨參選新界西的立法會議席。
1999年楊福廣對上公屋聯會副主席文裕明，以1842票對擊敗文氏的1072票。四年後，文氏捲土重來，對上連任的楊福廣，加上立法會議員陳偉業辦事處的成員劉維鳳。
結果文裕明以1,969票擊敗楊福廣的922票與劉維鳳的817票。

## 影響
民建聯方面，共派出206人參選，但只得62人當選，比上屆區選少21席，當選率僅三成。無疑，這對民建聯來說是一個創黨以來最大的挫折。民建聯在全港總共獲得24萬票，但得票率僅39%，比上屆的45%大幅退步。
黨主席曾鈺成引咎辭職，由秘書長馬力接任。而民建聯內部的佈局大亂，葉國謙、劉江華及楊耀忠的慘敗，當中亦有部份民建聯第二梯隊（如：孫啟昌、潘國華、郭必錚及陳克勤等）都相當落敗，使民建聯的直選策略大亂，陳鑑林的低空略過，使下次立法會選舉時，幾乎在落選邊緣。
民主派方面，在400個民選議席中，共派出226人參選，成功取得151席，若計委任則取得逾三分一。民主黨派出120人參選，95人當選，當選率為79%。
民主派在不少選區成功擊敗民建聯的候選人，也有的使民建聯的區議員連任失敗，亦有不少民主派候選人的得票大幅上升。
由於這一次民主派獲壓倒性勝利，於是向董建華提出要求取消委任區議員的制度，但董建華繼續委任區議員，以確保建制派在區議會繼續佔多數，惟這次選舉選輸的，一律不被委任。自此輪選舉勝出以後，民主派期望於來年的立法會選舉中，在這一股民氣的支持下，一舉得到過半議席，於是提出“立會三十，香港新天”的口號。
民主黨副主席李永達自上屆落選議員後，這次取代黨友單仲偕，於葵青荔華選區參選，並以2310票擊敗了民建聯的候選人，為明年復出立法會選舉舖路。
這次選舉是自2000年香港立法會選舉以後的另一個全港性的大型選舉，支持政府的民建聯大敗，使董建華的施政舉步為艱，亦同時進入後董建華時代，在政府中有意參選下屆特首選舉的候選人開始樹立旗幟，互相鬥爭，亦為董建華在2005年的辭職埋下伏線。

## 相關節目
- 《區議會選舉2003》11月23日07:25、08:00、09:00、10:00、11:55、17:50、11月24日00:25-02:20於翡翠台播出
- 《選舉快訊》11月23日16:00於本港台播出
- 港台《區選直擊》11月23日12:50、18:20於翡翠台播出，15:55於本港台播出

## 外部連結
- 2003區議會選舉官方網頁
- 2003年區議會選舉報告書（页面存档备份，存于）